# Organon (Pharma)
Organon ist ein international tätiges Pharmaunternehmen, das aus einer Ausgliederung von Merck (außerhalb der USA und Kanadas als MSD bekannt) hervorgegangen ist. Es wird an der New Yorker Börse (NYSE) unter dem Symbol OGN gehandelt. Es vertreibt mehr als 60 Medikamente aus den Bereichen wie Gynäkologie, Reproduktionsmedizin, Herzerkrankungen, Dermatologie, Allergien und Asthma. Der Fokus des Unternehmens liegt dabei in der Entwicklung von Arzneimitteln spezifisch für Frauen.
Es war bis Ende 2007 ein eigenständiges Pharmaunternehmen mit dem Hauptsitz in Oss in den Niederlanden. Organon war zeitweise ein Tochterunternehmen von Schering-Plough, welches selbst 2009 in MSD Sharp & Dohme (Merck & Co resp. MSD) aufgegangen ist. Am bekanntesten war Organon für die Entwicklung der Antibabypille. Im Jahr 2006 erreichte das Unternehmen mit ungefähr 14.000 Mitarbeitern weltweit einen Umsatz von 2,611 Milliarden Euro.

## Geschichte
Organon wurde im Jahr 1923 von Saal van Zwanenberg, einem Direktor von Schlachtbetrieben gegründet. Dieser suchte nach einer Möglichkeit, Schlachtabfälle nützlich zu verwenden. Zusammen mit Ernst Laqueur und Jacques van Oss wurde ein Verfahren gefunden, um aus den Bauchspeicheldrüsen von Schweinen den Wirkstoff Insulin zu extrahieren. Dieses erste Produkt von Organon war damals einzigartig.
Unter der wirtschaftlichen Leitung von Van Zwanenberg und der wissenschaftlichen Leitung von Laqueur wuchs Organon zu einem internationalen Unternehmen, das 1934 schon in 40 Ländern durch Verkaufsniederlassungen repräsentiert war. Zurzeit hat Organon Forschungseinrichtungen in 5 Ländern, Produktionstöchter in 15 Ländern und Verkaufsbüros in 50 Ländern. Mit einem Markt von mehr als 100 Ländern ist Organon das größte Pharmaunternehmen der Niederlande.
2002 wurde ein Teil des Hauptsitzes von Oss nach Roseland in New Jersey (USA) verlegt, wo sich das Zentrum der weltweiten Pharmaindustrie befindet.
Früher war Organon ein Tochterunternehmen von Akzo Nobel; 2007 wurde Organon an das amerikanische Unternehmen Schering-Plough übertragen (Übertragung wirksam per 19. November 2007), dessen eigene Existenz wiederum am 7. November 2009 mit der Übernahme durch MSD endete.
Zum 1. Juli 2008 verschwand der Markenname Organon in der Humanmedizin: Das Unternehmen und seine Produkte wurden vollständig in Schering-Plough integriert. Da man aus markenrechtlichen Gründen in Deutschland nicht unter diesem Namen operieren durfte, ging Organon hier in dem zu Schering-Plough gehörenden Unternehmen Essex Pharma auf. Schering-Plough wurde 2009 von MSD übernommen.
Im Februar 2020 erklärte Merck, dass es die Produkte aus den Bereichen Frauengesundheit, alte Marken und Biosimilars in ein neues, börsennotiertes Unternehmen ausgliedern werde. Damit sei auch die Wiederbelebung der Marke „Organon“ verbunden.
Inzwischen ist Organon wieder ein eigenständiges, börsennotiertes Unternehmen.

## Produkte von Organon
Neben der Produktion von Insulin wurde Organon bekannt durch Lyndiol (1962), eine der ersten Antibabypillen. Die Herstellung im überwiegend katholischen Noord-Brabant war nicht einfach: der Widerstand unter den Angestellten war anfangs so groß, dass die Verpackung der Schachteln externen Unternehmen überlassen wurde. Spätere Erfindungen sind das Etonogestrel-Implantat Implanon (1998), der Vaginalring Nuvaring (2003), die Antidepressiva Tolvin (1975, Wirkstoff Mianserin) und Remergil (1996, Wirkstoff Mirtazapin) sowie das Neuroleptikum Sycrest (2010, Wirkstoff Asenapin).